# Álvaro Muñoz (calciatore)
Álvaro Muñoz Castro (Cali, 17 maggio 1954) è un ex calciatore colombiano, di ruolo centrocampista.

## Carriera

### Club
Ha sempre giocato nella massima serie colombiana.

### Nazionale
Con la maglia della Nazionale ha partecipato alla Copa América 1979.